# Tribulus occidentalis
Tribulus occidentalis är en pockenholtsväxtart som beskrevs av Robert Brown. Tribulus occidentalis ingår i släktet tiggarnötter, och familjen pockenholtsväxter. Inga underarter finns listade i Catalogue of Life.